# Heliconius godmani
Heliconius godmani är en fjärilsart som beskrevs av Otto Staudinger 1882. Heliconius godmani ingår i släktet Heliconius och familjen praktfjärilar. Inga underarter finns listade i Catalogue of Life.